# UEFAチャンピオンズリーグ 2006-07 決勝
UEFAチャンピオンズリーグ 2006-07 決勝は、UEFAチャンピオンズリーグ 2006-07の決勝戦であり、52回目のUEFAチャンピオンズリーグの決勝戦である。2007年5月23日にギリシャ・アテネのオリンピックスタジアムで行われ、ミランが4年ぶり7回目の優勝を果たした。

## 概要
前半を3-0と圧倒しながら後半に追いつかれPK戦で敗北した2004-05シーズンの決勝と同じ対戦カードであり、リヴァプールが再度守り勝つか、ミランがリベンジを果たすかどうかが注目の的であった。
この年のミランはカルチョ・スキャンダルの影響で出遅れてシェフチェンコの穴を満足に埋められず、決勝トーナメントでセルティックやバイエルン・ミュンヘンに苦戦するなど決して内容は良くなかった。一方のリヴァプールもプレミアリーグではマンチェスター・ユナイテッドとチェルシーに大差をつけられ、チャンピオンズリーグに焦点を絞っていた。
試合前半は、リヴァプールが今大会で絶好調のカカをマスチェラーノのマークで抑え、また1トップにクラウチではなくカイトを起用して前線からプレスをかけたためミランは攻撃の形を作れなかった。またリヴァプールも小さなミス以外にはこれといったチャンスを作らせず膠着状態。しかし前半終了間際に右サイドからピルロが蹴ったFKにインザーギが肩で合わせてミランが先制し、そのままハーフタイムへ。後半も試合を膠着させて逃げ切りを図るミランに対してリヴァプールはチャンスを作れず、イエローカードを受けていたマスチェラーノを下げてクラウチを投入したがこれによりスペースを得たカカからインザーギにパスが通り、GKと1対1だがほとんど角度のないシュートをインザーギが決めて追加点。リヴァプールはクラウチをターゲットにロングボールを入れて89分にカイトが1点返したがそこまでで、ミランが2-1で勝利した。

## 詳細
| ミラン                | 2 - 1    | リヴァプール |
| --------------------- | -------- | ------------ |
| インザーギ 45分, 82分 | レポート | カイト 89分  |

| ミラン | リヴァプール |

|                          |    |                            |      |        |
|                          |    |                            |      |        |
| GK                       | 1  | ジーダ                     |      |        |
| RB                       | 44 | マッシモ・オッド           |      |        |
| CB                       | 13 | アレッサンドロ・ネスタ     |      |        |
| CB                       | 3  | パオロ・マルディーニ       |      |        |
| LB                       | 18 | マレク・ヤンクロフスキ     | 54分 | 80分   |
| RM                       | 8  | ジェンナーロ・ガットゥーゾ | 40分 |        |
| CM                       | 21 | アンドレア・ピルロ         |      |        |
| CM                       | 23 | マッシモ・アンブロジーニ   |      |        |
| LM                       | 10 | クラレンス・セードルフ     |      | 90+2分 |
| SS                       | 22 | カカ                       |      |        |
| CF                       | 9  | フィリッポ・インザーギ     |      | 88分   |
| サブメンバー             |    |                            |      |        |
| GK                       | 16 | ゼリコ・カラッチ           |      |        |
| DF                       | 2  | カフー                     |      |        |
| DF                       | 4  | カハ・カラーゼ             |      | 80分   |
| DF                       | 19 | ジュゼッペ・ファヴァッリ   |      | 90+2分 |
| DF                       | 27 | セルジーニョ               |      |        |
| MF                       | 32 | クリスティアン・ブロッキ   |      |        |
| FW                       | 11 | アルベルト・ジラルディーノ |      | 88分   |
| 監督                     |    |                            |      |        |
| カルロ・アンチェロッティ |    |                            |      |        |

|                      |    |                          |      |      |
|                      |    |                          |      |      |
| GK                   | 25 | ペペ・レイナ             |      |      |
| RB                   | 3  | スティーヴ・フィナン     |      | 88分 |
| CB                   | 23 | ジェイミー・キャラガー   | 60分 |      |
| CB                   | 5  | ダニエル・アッゲル       |      |      |
| LB                   | 6  | ヨン・アルネ・リーセ     |      |      |
| DM                   | 14 | シャビ・アロンソ         |      |      |
| DM                   | 20 | ハビエル・マスチェラーノ | 58分 | 78分 |
| RM                   | 16 | ジャーメイン・ペナント   |      |      |
| LM                   | 32 | ボウデヴィン・ゼンデン   |      | 59分 |
| AM                   | 8  | スティーヴン・ジェラード |      |      |
| CF                   | 18 | ディルク・カイト         |      |      |
| サブメンバー         |    |                          |      |      |
| GK                   | 1  | イェルジ・デュデク       |      |      |
| DF                   | 2  | アルバロ・アルベロア     |      | 88分 |
| DF                   | 4  | サミ・ヒーピア           |      |      |
| MF                   | 7  | ハリー・キューウェル     |      | 59分 |
| MF                   | 11 | マルク・ゴンサレス       |      |      |
| FW                   | 15 | ピーター・クラウチ       |      | 78分 |
| FW                   | 17 | クレイグ・ベラミー       |      |      |
| 監督                 |    |                          |      |      |
| ラファエル・ベニテス |    |                          |      |      |